# Валькирия (опера)
«Вальки́рия» (нем. Die Walküre) — музыкальная драма (опера) Рихарда Вагнера в трёх актах на собственное либретто, вторая часть тетралогии «Кольцо Нибелунга».

## Общие сведения
Опера в трёх действиях. Время действия мифологическое. Место действия — берега Рейна.

## История создания
Либретто к опере, как и ко всему циклу «Кольцо Нибелунга», было написано самим Вагнером в 1849—1852 годах в Цюрихе. Музыка была создана в 1852—1856 годах там же. Впервые опера была поставлена 26 июня 1870 года в Мюнхене под управлением Франца Вюльнера; Вагнер остался недоволен этим, поскольку был убеждён, что тетралогия должна ставиться целиком, но этот замысел осуществился только в 1876 году на первом Байройтском фестивале: «Валькирия» была представлена 14 августа, дирижировал Ханс Рихтер.

## Действующие лица
| Партия               | Тембр голоса  | Исполнитель на премьере 26 июня 1870 г. (Дирижёр: Франц Вюльнер) | Исполнитель на премьере 14 августа 1876 г. (Дирижёр: Ханс Рихтер) |
| Люди                 | Люди          | Люди                                                             | Люди                                                              |
| -------------------- | ------------- | ---------------------------------------------------------------- | ----------------------------------------------------------------- |
| Зигмунд              | тенор         | Генрих Фогль                                                     | Альберт Ниман                                                     |
| Зиглинда, его сестра | сопрано       | Тереза Фогль                                                     | Жозефина Шефски                                                   |
| Хундинг, её супруг   | бас           | Каспар Баузевайн                                                 | Йозеф Ниринг                                                      |
| Боги                 |               |                                                                  |                                                                   |
| Вотан, верховный бог | бас-баритон   | Август Киндерман                                                 | Франц Бетц                                                        |
| Фрика, его супруга   | меццо-сопрано | Анна Кауфман                                                     | Фридрика Грюн                                                     |
| Валькирии            |               |                                                                  |                                                                   |
| Брунгильда           | сопрано       | Софи Штеле                                                       | Амалия Матерна                                                    |
| Герхильда            | сопрано       | Каролина Ленофф                                                  | Мари Хаупт                                                        |
| Ортлинда             | сопрано       | Генриетта Мюллер-Марион                                          | Мари Лиманн                                                       |
| Вальтраута           | меццо-сопрано | Гемауер                                                          | Луиза Жаде                                                        |
| Швертлейта           | контральто    | Эмма Зихофер                                                     | Иоганна Йаманн-Вагнер                                             |
| Хельмвига            | сопрано       | Анна Делинет                                                     | Лилли Лиманн                                                      |
| Зигрун               | меццо-сопрано | Анна Айхайм                                                      | Антония Аманн                                                     |
| Гримгерда            | меццо-сопрано | Вильгельмина Риттер                                              | Хедвиг Рейхер-Киндерман                                           |
| Россвейса            | меццо-сопрано | Юлианна Тиролер                                                  | Минна Ламмерт                                                     |

## Краткое содержание

### Действие первое
В хижине Хундинга. Обессиленный Зигмунд ищет здесь убежище от урагана. Жена Хундинга Зиглинда гостеприимно встречает его, хотя незнакомец не называет своего имени. Оба нежно смотрят друг на друга. Вернувшийся муж замечает, что незнакомец и Зиглинда похожи между собой, и желает знать, кто его гость. Зигмунд, не называя себя, рассказывает, что враги сожгли его дом, убили мать и похитили сестру; с тех пор он блуждал по свету с отцом, прозванным Волком, но затем потерял его из виду. В последней стычке он остался безоружен («Friedmund darf ich nicht heißen»; «Мирным зваться нельзя мне»). Хундинг понимает, что этот человек — его враг, он родился от брака Вотана со смертной женщиной из рода Вельзе. Зиглинда, его сестра-близнец, похищенная во время нападения, вынуждена была стать женой Хундинга. На следующий день, решает Хундинг, Зигмунд должен сразиться с ним. Оставшись один, Зигмунд вспоминает, что отец когда-то обещал ему непобедимый меч. Зиглинда, подсыпав мужу снотворное, открывает гостю, что некогда одноглазый незнакомец (Вотан) вонзил в ясень меч, который до сих пор никому не удавалось вытащить. Зигмунд понимает, что это меч его отца. Весенний ветер распахивает дверь; молодые люди узнают друг друга, их охватывает безудержная страсть. Зигмунд вырывает меч — он называет его Нотунг — и бежит вместе с Зиглиндой (дуэт «Schläfst du, Gast?», «Спишь ли ты, гость?»; «Winterstürme wichen dem Wonnemond», «Бури злые стихли в лучах весны»).

### Действие второе
Дикая и суровая местность в горах. Вотан с высоты видит бегство влюблённых и зовёт любимую валькирию Брунгильду (валькирии переносят павших героев в Вальхаллу), чтобы она даровала победу Зигмунду в его поединке с Хундингом. Но как только Брунгильда уходит, появляется жена Вотана Фрикка и требует наказать Зигмунда. Вотан защищает его как возможного победителя нибелунгов, свободного от установленных богами законов. Но Фрикка замечает, что Зигмунд, сын Вотана, подвластен тем же законам. Значит, он должен умереть, а его меч — сломаться. Вотан понимает, что не может нарушить законы (святости брака, недопустимости кровосмешения). Он снова зовёт Брунгильду. Ещё не родился герой, свободный от договора с Фафнером и способный отнять у него Кольцо. Зигмунд не уйдёт от наказания, и горе, если Брунгильда не поразит его своим мечом (дуэт «Laß ich’s verlauten»; «В думах открыться»).
В глубине ущелья появляются Зигмунд и Зиглинда. Выбившаяся из сил Зиглинда уговаривает Зигмунда оставить её. В конце концов, успокоенная им, Зиглинда засыпает. Брунгильда является перед Зигмундом с вестью о смерти. Но его страсть и отчаяние, готовность убить себя и Зиглинду, вызывают сочувствие Брунгильды, решающей спасти героя («Siegmund! Sieh auf mich!»; «Зигмунд! Близок час!»).
Появляется Хундинг. Он нападает на Зигмунда. Зигмунд защищается мечом Нотунгом. Завязывается поединок. Появляется Вотан и видит, как Брунгильда закрывает Зигмунда своим щитом. Видя её непослушание, Вотан своим копьём разбивает на части меч Зигмунда. Хундинг убивает Зигмунда и тот падает замертво. Выбрав удачный момент, Брунгильда собирает обломки меча Нотунга и сбегает на коне, забрав Зиглинду. Вотан приказывает Хундингу сообщить Фрикке, что он исполнил её просьбу, и взмахом руки убивает его. Опомнившись, Вотан в ярости грозится отыскать и наказать Брунгильду.

### Действие третье
Валькирии носятся на конях посреди бури, вызванной гневом Вотана. Слышится их воинственный клич "Hojotoho". Они видят вдалеке несущуюся на коне Брунгильду с Зиглиндой. Брунгильда просит своих сестёр укрыть её и Зиглинду от гнева Вотана, но они не решаются защитить провинившуюся сестру. Сражённой горем Зиглинде Брунгильда открывает, что она (Зиглинда) беременна от Зигмунда и их сын по имени Зигфрид станет величайшим героем, и что он сумеет восстановить чудесный меч. Валькирии помогают Зиглинде укрыться в лесу, где Фафнер, превратившись в змея, сторожит золото Рейна.
Появляется мрачный Вотан. Он сообщает Брунгильде, что она больше не будет валькирией, заснёт волшебным сном и станет женой первого, кто её разбудит. Брунгильда умоляет отца окружить её преградой, которую мог бы преодолеть только герой. Вотан, сжалившись над любимой дочерью, окружает её пламенным кольцом и печально уходит. («Leb wohl, du kühnes, herzliches Kind!»; «Прощай, мой светоч, гордость моя!»).

## Избранные аудиозаписи
(солисты даются в следующем порядке: Вотан, Брунгильда, Зигмунд, Зиглинда, Хундинг; * — не является частью полной записи тетралогии)
- 1935—37* — Дир. Артур Боданцки; солисты: Фридрих Шорр, Марджори Лоуренс, Лауриц Мельхиор (Пол Олтхауз), Кирстен Флагстад, Людвиг Хофман (Эмануэль Лист); оркестр театра «Метрополитен-опера».
- 1941 — Дир. Эрих Лайнсдорф; солисты: Фридрих Шорр, Элен Траубель, Лауриц Мельхиор, Астрид Варнай, Александр Кипнис; оркестр театра «Метрополитен-опера».
- 1949* — Дир. Фриц Штидри; солисты: Юэль Берглунд, Элен Траубель, Макс Лоренц, Роуз Бэмптон, Любомир Вичегонов; оркестр театра «Метрополитен-опера».
- 1950 — Дир. Вильгельм Фуртвенглер; солисты: Фердинанд Франц, Кирстен Флагстад, Гюнтер Трептов, Хильда Конечны, Людвиг Вебер; оркестр театра «Ла Скала».
- 1953 — Дир. Йозеф Кайльберт; солисты: Ханс Хоттер, Марта Мёдль, Рамон Винай, Регина Резник, Йозеф Грайндль; оркестр Байрёйтского фестиваля.
- 1953 — Дир. Вильгельм Фуртвенглер; солисты: Фердинанд Франц, Марта Мёдль, Вольфганг Виндгассен, Хильда Конечни, Готлоб Фрик; оркестр Римского радио (RAI).
- 1954* — Дир. Вильгельм Фуртвенглер; солисты: Фердинанд Франц, Марта Мёдль, Людвиг Зутхаус, Леони Ризанек, Готлоб Фрик; Венский филармонический оркестр.
- 1957 — Дир. Ханс Кнаппертсбуш; солисты: Ханс Хоттер, Астрид Варнай, Рамон Винай, Биргит Нильссон, Йозеф Грайндль; оркестр Байрёйтского фестиваля.
- 1965 — Дир. Георг Шолти; солисты: Ханс Хоттер, Биргит Нильссон, Джеймс Кинг, Режин Креспен, Готлоб Фрик; Венский филармонический оркестр.
- 1966 — Дир. Герберт фон Караян; солисты: Томас Стюарт, Режин Креспен, Джон Викерс, Гундула Яновиц, Мартти Талвела; Берлинский филармонический оркестр.
- 1967 — Дир. Карл Бём; солисты: Тео Адам, Биргит Нильссон, Джеймс Кинг, Леони Ризанек, Герд Нинштедт; оркестр Байрёйтского фестиваля.
- 1981 — Дир. Марек Яновский; солисты: Тео Адам, Джаннин Альтмайер, Зигфрид Ерузалем, Джесси Норман, Курт Молль; оркестр Саксонской государственной капеллы.

## Избранные видеозаписи
(солисты даются в следующем порядке: Вотан, Брунгильда, Зигмунд, Зиглинда, Хундинг)
- 1980 — Дир. Пьер Булез; солисты: Дональд МакИнтайр, Гвинет Джонс, Петер Гофман, Жаннин Альтмейер, Матти Салминен, Ханна Шварц (Фрикка), оркестр Байройтского фестиваля, режиссёр Патрис Шеро.
- 2006 — Дир. Микаэль Шонвандт; солисты: Джеймс Джонсон, Ирен Теорин, Стиг Андерсен, Гутта-Мария Сьоберг, Стефен Миллинг, Датский королевский оркестр, реж. Каспер Бех Холтен;
- 2011 — Дир. Джеймс Ливайн; солисты: Брин Терфель, Дебора Войт, Йонас Кауфман, Эва-Мария Вестбрек, Ханс-Петер Кёниг, Стефани Блайт (Фрикка), оркестр Метрополитен-Опера, режиссёр Робер Лепаж.

## В астрономии
В честь героини оперы Рихарда Вагнера Зиглинды назван астероид (552) Зигелинда, открытый в 1904 году.
В честь самой оперы назван астероид (877) Валькирия, открытый в 1917 году.

## Интересные факты
При постановке оперы в Вене Вагнер с ужасом обнаружил, что в конюшнях оказались хоть и дрессированные лошади, но серые, в то время как Рихард требовал только вороных и наотрез отказывал в её показе. Выход был найден: коней покрасили в чёрный цвет.